# Herbert Lichtenfeld
Herbert Lichtenfeld (* 16. Juni 1927 in Leipzig; † 11. Dezember 2001 in Hamburg) war einer der erfolgreichsten Fernsehautoren in Deutschland. Er schrieb nach eigenen Angaben insgesamt 300 Drehbücher. 

## Leben

### Anfänge
Nach dem Abitur und einem begonnenen Musikstudium in Leipzig siedelte Lichtenfeld, der als Sohn eines Arbeiters aufgewachsen war, 1950 in die Bundesrepublik über. Dort war er als Reporter für mehrere Tageszeitungen tätig. Nach Stationen u. a. beim Badischen Tageblatt im Murgtal und der Neuen Rhein Zeitung in Köln wurde er in den 1960er Jahren Leiter des Ressorts Fernsehen bei der Zeitschrift Hörzu. Lichtenfeld begann zu dieser Zeit Bücher, vor allem Hörspiele, zu schreiben. Seit 1968 arbeitete er hauptberuflich als Drehbuchautor. Gleich sein erster Fernsehfilm Deutschlandreise (1970, NDR) wurde mit dem Grimme-Preis in Silber ausgezeichnet.

### Tätigkeit als Autor
Wenig später begann die Zusammenarbeit mit dem damals noch unbekannten Regisseur Wolfgang Petersen. Zusammen entwickelten sie für die ARD-Fernsehreihe Tatort den Kieler Kommissar Finke (gespielt von Klaus Schwarzkopf). Die Einschaltquoten lagen zum Teil bei über siebzig Prozent. Höhepunkt war die Folge Reifezeugnis (1977) mit Nastassja Kinski und Christian Quadflieg, über eine Liebesbeziehung zwischen einem Lehrer und einer Schülerin.
Lichtenfeld wird oftmals als Erfinder der Die Schwarzwaldklinik bezeichnet. Doch die Idee, eine Serie über ein Krankenhaus im Schwarzwald zu drehen, war im ZDF schon geboren, als 1985 Produzent Wolfgang Rademann Lichtenfeld beauftragte, die Drehbücher zu schreiben. Die oftmals als kitschig kritisierte Mutter aller deutschen Krankenhausserien (Vorbild war 1978 die auch im Westen gezeigte tschechoslowakische Serie Das Krankenhaus am Rande der Stadt) wurde zum größten Serienerfolg des ZDF. Bis zu 25 Millionen Zuschauer schalteten ein, als Professor Brinkmann (Klausjürgen Wussow) seinen weißen Kittel überzog.
Bis zum Ende der Schwarzwaldklinik 1988 schrieb Lichtenfeld sämtliche Drehbücher, obwohl er am Anfang nur die der ersten Folgen hätte schreiben sollen. 1987 erfand Lichtenfeld ebenfalls für das ZDF seine eigene Arztserie „Der Landarzt“. Die Geschichten um den Arzt Dr. Matthiesen (Christian Quadflieg) im fiktiven Städtchen Deekelsen (Schleswig-Holstein) war ebenfalls erfolgreich und wurde bis Mai 2013 (von 1991 bis 2009 mit Walter Plathe als Dr. Teschner, von 2009 bis 2013 mit Wayne Carpendale als Dr. Bergmann) fortgesetzt. Bis 1997 schrieb Lichtenfeld für die Serie die Drehbücher.
Herbert Lichtenfeld wurde somit Ende der 1980er, Anfang der 1990er Jahre vor allem durch den Erfolg mit der Schwarzwaldklinik zu einem der meistbeschäftigten Drehbuchautoren im deutschen Fernsehen, vor allem für Serien im ZDF. Er schrieb u. a. für „Das Traumschiff“, „Hotel Paradies“ (1990), „Unsere Hagenbecks“ (1991) und „Vater wider Willen“ (1995/Das Erste). Auch mehrere erfolgreiche Fernsehfilme stammen aus Lichtenfelds Feder. Lichtenfelds letzter Film („Jugendsünde“ mit Harald Juhnke) lief 2000 im Ersten.

### Privates

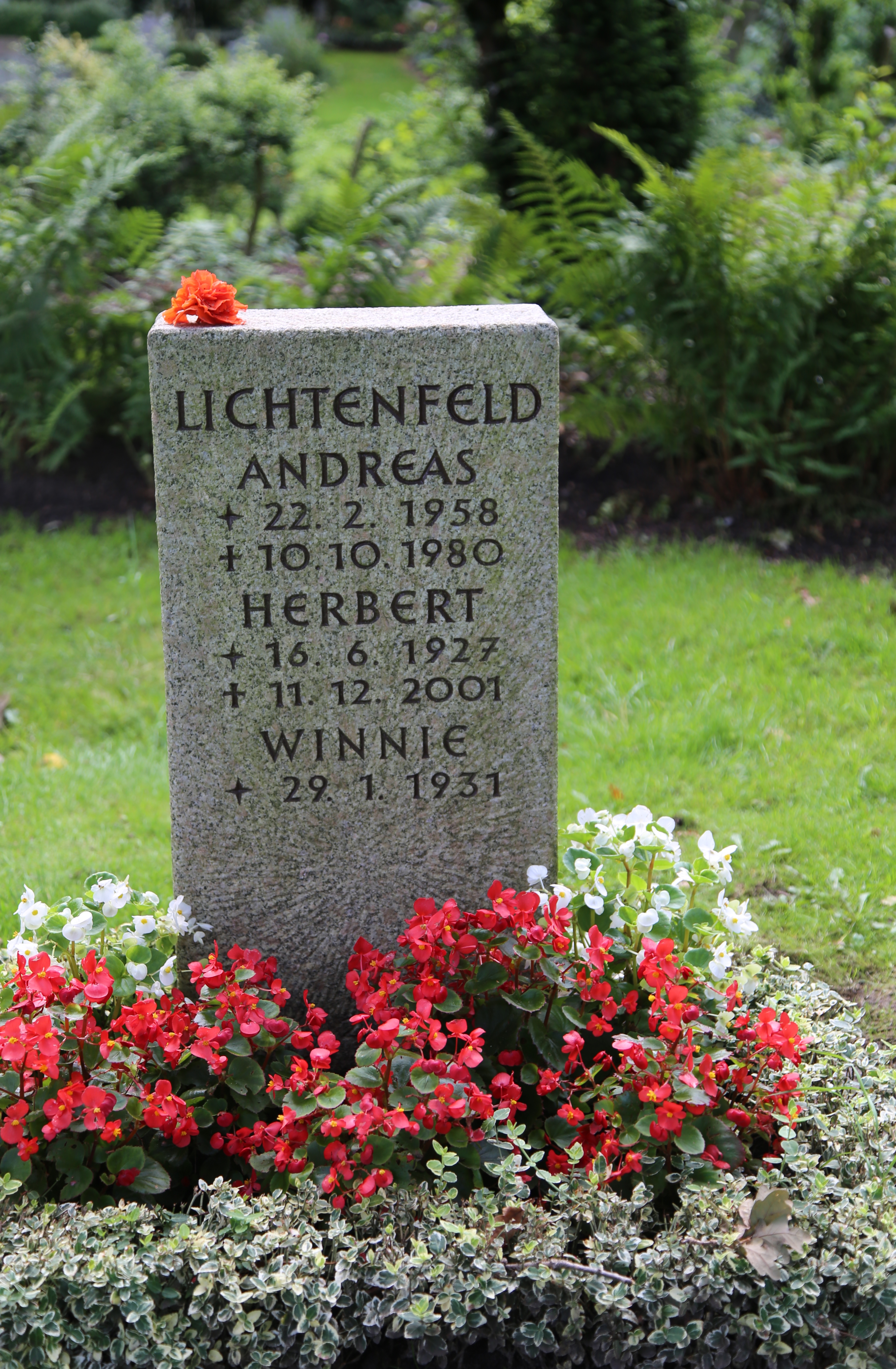
Grab von Herbert Lichtenfeld

Herbert Lichtenfeld heiratete 1957 Winnie Zürner. Er hatte einen Sohn, der im Alter von 22 Jahren starb. Herbert Lichtenfeld wohnte bis zu seinem Tod in einem Haus in Hamburg-Marienthal. Nach seinem Tod am 11. Dezember 2001 wurde er auf dem Friedhof Öjendorf in Hamburg neben seinem Sohn beigesetzt.